# Suddivisione amministrativa del Guangxi
La provincia del Guangxi è suddivisa amministrativamente nei seguenti tre livelli:
- 14 prefetture (地区 dìqū)
  - 14 città con status di prefettura
- 109 contee (县 xiàn)
  - 7 città con status di contea (县级市 xiànjíshì)
  - 56 contee
  - 34 distretti (市辖区 shìxiáqū)
  - 12 contee etniche autonome
- 1232 città (镇 zhèn)
  - 699 città (镇 zhèn)
  - 369 comuni (乡 xiāng)
  - 58 comuni etnici
  - 106 sotto-distretti (街道办事处 jiēdàobànshìchù)

| Prefettura                                               | Contea                              | Contea           | Contea                       | Contea              |
| Prefettura                                               | Nome                                | Cinese (S)       | Pinyin                       | Zhuang              |
| -------------------------------------------------------- | ----------------------------------- | ---------------- | ---------------------------- | ------------------- |
| Nanning Zhuang: Namzningz 南宁市 Nánníng Shì             | Distretto di Qingxiu                | 青秀区           | Qīngxiù Qū                   | Cinghsiu Gih        |
| Nanning Zhuang: Namzningz 南宁市 Nánníng Shì             | Distretto di Xingning               | 兴宁区           | Xīngníng Qū                  | Hinghningz Gih      |
| Nanning Zhuang: Namzningz 南宁市 Nánníng Shì             | Distretto di Xixiangtang            | 西乡塘区         | Xīxiāngtáng Qū               | Sihyanghdangz Gih   |
| Nanning Zhuang: Namzningz 南宁市 Nánníng Shì             | Distretto di Liangqing              | 良庆区           | Liángqìng Qū                 | Liengzging Gih      |
| Nanning Zhuang: Namzningz 南宁市 Nánníng Shì             | Distretto di Jiangnan               | 江南区           | Jiāngnán Qū                  | Gyanghnanz Gih      |
| Nanning Zhuang: Namzningz 南宁市 Nánníng Shì             | Distretto di Yongning               | 邕宁区           | Yōngníng Qū                  | Yunghningz Gih      |
| Nanning Zhuang: Namzningz 南宁市 Nánníng Shì             | Distretto di Wuming                 | 武鸣县           | Wǔmíng Qū                    | Vujmingz Gih        |
| Nanning Zhuang: Namzningz 南宁市 Nánníng Shì             | Contea di Long'an                   | 隆安县           | Lóng'ān Xiàn                 | Lungzanh Yen        |
| Nanning Zhuang: Namzningz 南宁市 Nánníng Shì             | Contea di Mashan                    | 马山县           | Mǎshān Xiàn                  | Majsanh Yen         |
| Nanning Zhuang: Namzningz 南宁市 Nánníng Shì             | Contea di Shanglin                  | 上林县           | Shànglín Xiàn                | Sanglinz Yen        |
| Nanning Zhuang: Namzningz 南宁市 Nánníng Shì             | Contea di Binyang                   | 宾阳县           | Bīnyáng Xiàn                 | Binhyangz Yen       |
| Nanning Zhuang: Namzningz 南宁市 Nánníng Shì             | Contea di Heng                      | 横县             | Héng Xiàn                    | Hwng Yen            |
| Liuzhou Liujcouh 柳州市 Liǔzhōu Shì                      | Distretto di Chengzhong             | 城中区           | Chéngzhōng Qū                | Cwngzcungh Gih      |
| Liuzhou Liujcouh 柳州市 Liǔzhōu Shì                      | Distretto di Yufeng                 | 鱼峰区           | Yúfēng Qū                    | Yizfungh Gih        |
| Liuzhou Liujcouh 柳州市 Liǔzhōu Shì                      | Distretto di Liubei                 | 柳北区           | Liǔběi Qū                    | Liujbwj Gih         |
| Liuzhou Liujcouh 柳州市 Liǔzhōu Shì                      | Distretto di Liunan                 | 柳南区           | Liǔnán Qū                    | Liujnanz Gih        |
| Liuzhou Liujcouh 柳州市 Liǔzhōu Shì                      | Distretto di Liujiang               | 柳江县           | Liǔjiāng Qū                  | Liujgyangh Gih      |
| Liuzhou Liujcouh 柳州市 Liǔzhōu Shì                      | Contea di Liucheng                  | 柳城县           | Liǔchéng Xiàn                | Liujcwngz Yen       |
| Liuzhou Liujcouh 柳州市 Liǔzhōu Shì                      | Contea di Luzhai                    | 鹿寨县           | Lùzhài Xiàn                  | Luzcai Yen          |
| Liuzhou Liujcouh 柳州市 Liǔzhōu Shì                      | Contea di Rong'an                   | 融安县           | Róng'ān Xiàn                 | Yungz'anh Yen       |
| Liuzhou Liujcouh 柳州市 Liǔzhōu Shì                      | Contea autonoma miao di Rongshui    | 融水苗族自治县   | Róngshuǐ Miáozú Zìzhìxiàn    | Yungzsuij Yen       |
| Liuzhou Liujcouh 柳州市 Liǔzhōu Shì                      | Contea autonoma dong di Sanjiang    | 三江侗族自治县   | Sānjiāng Dòngzú Zìzhìxiàn    | Sanhgyangh Yen      |
| Guilin Gveilinz 桂林市 Guìlín Shì                        | Distretto di Xiangshan              | 象山区           | Xiàngshān Qū                 | Siengsanh Gih       |
| Guilin Gveilinz 桂林市 Guìlín Shì                        | Distretto di Xiufeng                | 秀峰区           | Xiùfēng Qū                   | Siufungh Gih        |
| Guilin Gveilinz 桂林市 Guìlín Shì                        | Distretto di Diecai                 | 叠彩区           | Diécǎi Qū                    | Dezcaij Gih         |
| Guilin Gveilinz 桂林市 Guìlín Shì                        | Distretto di Qixing                 | 七星区           | Qīxīng Qū                    | Gihsingh Gih        |
| Guilin Gveilinz 桂林市 Guìlín Shì                        | Distretto di Yanshan                | 雁山区           | Yànshān Qū                   | Yensanh Gih         |
| Guilin Gveilinz 桂林市 Guìlín Shì                        | Distretto di Lingui                 | 临桂县           | Línguì Qū                    | Linzgvei Gih        |
| Guilin Gveilinz 桂林市 Guìlín Shì                        | Contea di Yangshuo                  | 阳朔县           | Yángshuò Xiàn                | Yangzsoz Yen        |
| Guilin Gveilinz 桂林市 Guìlín Shì                        | Contea di Lingchuan                 | 灵川县           | Língchuān Xiàn               | Lingzconh Yen       |
| Guilin Gveilinz 桂林市 Guìlín Shì                        | Contea di Quanzhou                  | 全州县           | Quánzhōu Xiàn                | Cenzcouh Yen        |
| Guilin Gveilinz 桂林市 Guìlín Shì                        | Contea di Pingle                    | 平乐县           | Pínglè Xiàn                  | Bingzloz Yen        |
| Guilin Gveilinz 桂林市 Guìlín Shì                        | Contea di Xing’an                   | 兴安县           | Xīng'ān Xiàn                 | Hingh'anh Yen       |
| Guilin Gveilinz 桂林市 Guìlín Shì                        | Contea di Guanyang                  | 灌阳县           | Guànyáng Xiàn                | Gvan'yangz Yen      |
| Guilin Gveilinz 桂林市 Guìlín Shì                        | Lipu                                | 荔浦县           | Lìpǔ Shi                     | Libuj Si            |
| Guilin Gveilinz 桂林市 Guìlín Shì                        | Contea di Ziyuan                    | 资源县           | Zīyuán Xiàn                  | Swhyenz Yen         |
| Guilin Gveilinz 桂林市 Guìlín Shì                        | Contea di Yongfu                    | 永福县           | Yǒngfú Xiàn                  | Yungjfuz Yen        |
| Guilin Gveilinz 桂林市 Guìlín Shì                        | Contea autonoma di Longsheng        | 龙胜各族自治县   | Lóngshèng Gèzú Zìzhìxiàn     | Lungzswng Yen       |
| Guilin Gveilinz 桂林市 Guìlín Shì                        | Contea autonoma yao di Gongcheng    | 恭城瑶族自治县   | Gōngchéng Yáozú Zìzhìxiàn    | Gunghcwngz Yen      |
| Wuzhou 梧州市 Wúzhōu Shì                                 | Distretto di Wanxiu                 | 万秀区           | Wànxiù Qū                    | Vansiu Gih          |
| Wuzhou 梧州市 Wúzhōu Shì                                 | Distretto di Changzhou              | 长洲区           | Chángzhōu Qū                 | Cangzcouh Gih       |
| Wuzhou 梧州市 Wúzhōu Shì                                 | Distretto di Longxu                 | 龙圩区           | Lóngxū Qū                    | Lungzhih Gih        |
| Wuzhou 梧州市 Wúzhōu Shì                                 | Cenxi                               | 岑溪市           | Cénxī Shi                    | Cinzhih Si          |
| Wuzhou 梧州市 Wúzhōu Shì                                 | Contea di Cangwu                    | 苍梧县           | Cāngwú Xiàn                  | Canghvuz Yen        |
| Wuzhou 梧州市 Wúzhōu Shì                                 | Contea di Teng                      | 藤县             | Téng Xiàn                    | Dwngz Yen           |
| Wuzhou 梧州市 Wúzhōu Shì                                 | Contea di Mengshan                  | 蒙山县           | Méngshān Xiàn                | Mungzsanh Yen       |
| Beihai 北海市 Běihǎi Shì                                 | Distretto di Haicheng               | 海城区           | Hǎichéng Qū                  | Haijcwngz Gih       |
| Beihai 北海市 Běihǎi Shì                                 | Distretto di Yinhai                 | 银海区           | Yínhǎi Qū                    | Yinzhaij Gih        |
| Beihai 北海市 Běihǎi Shì                                 | Distretto di Tieshangang            | 铁山港区         | Tiěshāngǎng Qū               | Dejsanhgangj Gih    |
| Beihai 北海市 Běihǎi Shì                                 | Contea di Hepu                      | 合浦县           | Hépǔ Xiàn                    | Hozbuj Yen          |
| Fangchenggang Fangzcwngzgangj 防城港市 Fángchénggǎng Shì | Distretto di Gangkou                | 港口区           | Gǎngkǒu Qū                   | Gangzgouj Gih       |
| Fangchenggang Fangzcwngzgangj 防城港市 Fángchénggǎng Shì | Distretto di Fangcheng              | 防城区           | Fángchéng Qū                 | Fangzcwngz Gih      |
| Fangchenggang Fangzcwngzgangj 防城港市 Fángchénggǎng Shì | Dongxing                            | 东兴市           | Dōngxīng Shì                 | Dunghhingh Si       |
| Fangchenggang Fangzcwngzgangj 防城港市 Fángchénggǎng Shì | Contea di Shangsi                   | 上思县           | Shàngsī Xiàn                 | Sangswh Yen         |
| Qinzhou Ginhcouh 钦州市 Qīnzhōu Shì                      | Distretto di Qinnan                 | 钦南区           | Qīnnán Qū                    | Ginhnanz Gih        |
| Qinzhou Ginhcouh 钦州市 Qīnzhōu Shì                      | Distretto di Qinbei                 | 钦北区           | Qīnběi Qū                    | Ginhbwz Gih         |
| Qinzhou Ginhcouh 钦州市 Qīnzhōu Shì                      | Contea di Lingshan                  | 灵山县           | Língshān Xiàn                | Lingzsanh Yen       |
| Qinzhou Ginhcouh 钦州市 Qīnzhōu Shì                      | Contea di Pubei                     | 浦北县           | Pǔběi Xiàn                   | Bujbwz Yen          |
| Guigang Gveigangj 贵港市 Guìgǎng Shì                     | Distretto di Gangbei                | 港北区           | Gǎngběi Qū                   | Gangjbwz Gih        |
| Guigang Gveigangj 贵港市 Guìgǎng Shì                     | Distretto di Gangnan                | 港南区           | Gǎngnán Qū                   | Gangjnanz Gih       |
| Guigang Gveigangj 贵港市 Guìgǎng Shì                     | Distretto di Qintang                | 覃塘区           | Qíntáng Qū                   | Cinzdangz Gih       |
| Guigang Gveigangj 贵港市 Guìgǎng Shì                     | Guiping                             | 桂平市           | Guìpíng Shì                  | Gveibingz Si        |
| Guigang Gveigangj 贵港市 Guìgǎng Shì                     | Contea di Pingnan                   | 平南县           | Píngnán Xiàn                 | Bingznanz Yen       |
| Yulin 玉林市 Yùlín Shì                                   | Distretto di Yuzhou                 | 玉州区           | Yùzhōu Qū                    | Yicouh Gih          |
| Yulin 玉林市 Yùlín Shì                                   | Distretto di Fumian                 | 福绵区           | Fúmián Qū                    | Fuzmyanz Gih        |
| Yulin 玉林市 Yùlín Shì                                   | Beiliu                              | 北流市           | Běiliú Shì                   | Bwzliuz Si          |
| Yulin 玉林市 Yùlín Shì                                   | Contea di Rong                      | 容县             | Róng Xiàn                    | Yungz Yen           |
| Yulin 玉林市 Yùlín Shì                                   | Contea di Luchuan                   | 陆川县           | Lùchuān Xiàn                 | Luzconh Yen         |
| Yulin 玉林市 Yùlín Shì                                   | Contea di Bobai                     | 博白县           | Bóbái Xiàn                   | Bozbwz Yen          |
| Yulin 玉林市 Yùlín Shì                                   | Contea di Xingye                    | 兴业县           | Xīngyè Xiàn                  | Hinghyez Yen        |
| Baise Baksaek 百色市 Bǎisè Shì                           | Distretto di Youjiang               | 右江区           | Yòujiāng Qū                  | Yougyangh Gih       |
| Baise Baksaek 百色市 Bǎisè Shì                           | Contea di Tianyang                  | 田阳区           | Tiányáng Qū                  | Denzyangz Gih       |
| Baise Baksaek 百色市 Bǎisè Shì                           | Contea di Lingyun                   | 凌云县           | Língyún Xiàn                 | Lingzyinz Yen       |
| Baise Baksaek 百色市 Bǎisè Shì                           | Pingguo                             | 平果市           | Píngguǒ Shì                  | Bingzgoj Si         |
| Baise Baksaek 百色市 Bǎisè Shì                           | Contea di Xilin                     | 西林县           | Xīlín Xiàn                   | Sihlinz Yen         |
| Baise Baksaek 百色市 Bǎisè Shì                           | Contea di Leye                      | 乐业县           | Lèyè Xiàn                    | Lozyez Yen          |
| Baise Baksaek 百色市 Bǎisè Shì                           | Contea di Debao                     | 德保县           | Débǎo Xiàn                   | Dwzbauj Yen         |
| Baise Baksaek 百色市 Bǎisè Shì                           | Contea di Tianlin                   | 田林县           | Tiánlín Xiàn                 | Denzlinz Yen        |
| Baise Baksaek 百色市 Bǎisè Shì                           | Jingxi                              | 靖西市           | Jìngxī Shì                   | Cingsih Si          |
| Baise Baksaek 百色市 Bǎisè Shì                           | Contea di Tiandong                  | 田东县           | Tiándōng Xiàn                | Denzdungh Yen       |
| Baise Baksaek 百色市 Bǎisè Shì                           | Contea di Napo                      | 那坡县           | Nàpō Xiàn                    | Nazboh Yen          |
| Baise Baksaek 百色市 Bǎisè Shì                           | Contea autonoma di Longlin          | 隆林各族自治县   | Lónglín Gèzú Zìzhìxiàn       | Lungzlinz Yen       |
| Hezhou 贺州市 Hèzhōu Shì                                 | Distretto di Babu                   | 八步区           | Bābù Qū                      | Bahbu Gih           |
| Hezhou 贺州市 Hèzhōu Shì                                 | Distretto di Pinggui                | 平桂区           | Píngguì Qū                   | Bingzgvei Gih       |
| Hezhou 贺州市 Hèzhōu Shì                                 | Contea di Zhongshan                 | 钟山县           | Zhōngshān Xiàn               | Cunghsanh Yen       |
| Hezhou 贺州市 Hèzhōu Shì                                 | Contea di Zhaoping                  | 昭平县           | Zhāopíng Xiàn                | Cauhbingz Yen       |
| Hezhou 贺州市 Hèzhōu Shì                                 | Contea autonoma yao di Fuchuan      | 富川瑶族自治县   | Fùchuān Yáozú Zìzhìxiàn      | Fuconh Yen          |
| Hechi Hozciz 河池市 Héchí Shì                            | Distretto di Jinchengjiang          | 金城江区         | Jīnchéngjiāng Qū             | Ginhcwngzgyangh Gih |
| Hechi Hozciz 河池市 Héchí Shì                            | Distretto di Yizhou                 | 宜州市           | Yízhōu Qū                    | Yizcouh Gih         |
| Hechi Hozciz 河池市 Héchí Shì                            | Contea di Tian'e                    | 天峨县           | Tiān'é Xiàn                  | Denhngoz Yen        |
| Hechi Hozciz 河池市 Héchí Shì                            | Contea di Fengshan                  | 凤山县           | Fèngshān Xiàn                | Fungsanh Yen        |
| Hechi Hozciz 河池市 Héchí Shì                            | Contea di Nandan                    | 南丹县           | Nándān Xiàn                  | Nanzdanh Yen        |
| Hechi Hozciz 河池市 Héchí Shì                            | Contea di Donglan                   | 东兰县           | Dōnglán Xiàn                 | Dunghlanz Yen       |
| Hechi Hozciz 河池市 Héchí Shì                            | Contea autonoma yao di Du'an        | 都安瑶族自治县   | Dū'ān Yáozú Zìzhìxiàn        | Duhanh Yen          |
| Hechi Hozciz 河池市 Héchí Shì                            | Contea autonoma mulao di Luocheng   | 罗城仫佬族自治县 | Luóchéng Mùlǎozú Zìzhìxiàn   | Lozcwngz Yen        |
| Hechi Hozciz 河池市 Héchí Shì                            | Contea autonoma yao di Bama         | 巴马瑶族自治县   | Bāmǎ Yáozú Zìzhìxiàn         | Bahmaj Yen          |
| Hechi Hozciz 河池市 Héchí Shì                            | Contea autonoma maonan di Huanjiang | 环江毛南族自治县 | Huánjiāng Máonánzú Zìzhìxiàn | Vanzgyangh Yen      |
| Hechi Hozciz 河池市 Héchí Shì                            | Contea autonoma yao di Dahua        | 大化瑶族自治县   | Dàhuà Yáozú Zìzhìxiàn        | Dava Yen            |
| Laibin Leizbingz 来宾市 Láibīn Shì                       | Distretto di Xingbin                | 兴宾区           | Xīngbīn Qū                   | Hinghbinh Gih       |
| Laibin Leizbingz 来宾市 Láibīn Shì                       | Heshan                              | 合山市           | Héshān Shì                   | Hozsanh Si          |
| Laibin Leizbingz 来宾市 Láibīn Shì                       | Contea di Xiangzhou                 | 象州县           | Xiàngzhōu Xiàn               | Siengcouh Yen       |
| Laibin Leizbingz 来宾市 Láibīn Shì                       | Contea di Wuxuan                    | 武宣县           | Wǔxuān Xiàn                  | Vujsenh Yen         |
| Laibin Leizbingz 来宾市 Láibīn Shì                       | Contea di Xincheng                  | 忻城县           | Xīnchéng Xiàn                | Yinhcwngz Yen       |
| Laibin Leizbingz 来宾市 Láibīn Shì                       | Contea autonoma yao di Jinxiu       | 金秀瑶族自治县   | Jīnxiù Yáozú Zìzhìxiàn       | Ginhsiu Yen         |
| Chongzuo Cungzcoj 崇左市 Chóngzuǒ Shì                    | Distretto di Jiangzhou              | 江州区           | Jiāngzhōu Qū                 | Gyanghcouh Gih      |
| Chongzuo Cungzcoj 崇左市 Chóngzuǒ Shì                    | Pingxiang                           | 凭祥市           | Píngxiáng Shì                | Bingzsiengz Si      |
| Chongzuo Cungzcoj 崇左市 Chóngzuǒ Shì                    | Contea di Ningming                  | 宁明县           | Níngmíng Xiàn                | Ningzmingz Yen      |
| Chongzuo Cungzcoj 崇左市 Chóngzuǒ Shì                    | Contea di Fusui                     | 扶绥县           | Fúsuí Xiàn                   | Fuzsuih Yen         |
| Chongzuo Cungzcoj 崇左市 Chóngzuǒ Shì                    | Contea di Longzhou                  | 龙州县           | Lóngzhōu Xiàn                | Lungzcouh Yen       |
| Chongzuo Cungzcoj 崇左市 Chóngzuǒ Shì                    | Contea di Daxin                     | 大新县           | Dàxīn Xiàn                   | Dasinh Yen          |
| Chongzuo Cungzcoj 崇左市 Chóngzuǒ Shì                    | Contea di Tiandeng                  | 天等县           | Tiānděng Xiàn                | Denhdwngj Yen       |